# Ixora cambodiana
Ixora cambodiana är en måreväxtart som beskrevs av Charles-Joseph Marie Pitard. Ixora cambodiana ingår i släktet Ixora och familjen måreväxter. Inga underarter finns listade i Catalogue of Life.